# Thenea echinata
Thenea echinata är en svampdjursart som beskrevs av Wilson 1904. Thenea echinata ingår i släktet Thenea och familjen Pachastrellidae. Inga underarter finns listade i Catalogue of Life.